# Ivan Bašić
Pour les articles homonymes, voir Basic.
Ivan Bašić, né le 30 avril 2002 à Imotski en Croatie, est un footballeur international bosnien qui joue au poste de milieu offensif au FK Astana.

## Biographie

### En club
Né à Imotski en Croatie, Ivan Bašić est formé au NK Posušje avant de poursuivre sa formation au Zrinjski Mostar. C'est avec ce club qu'il fait ses débuts en professionnel, jouant son premier match le 22 août 2020, lors d'une rencontre de championnat face au FK Sloboda Tuzla. Ce jour-là, il entre en jeu et son équipe remporte la partie (1-0).
Bašić inscrit son premier but en professionnel le 16 mai 2021 contre le FK Krupa (en), en championnat. Il est titularisé et participe à la victoire de son équipe par trois buts à un.
Il devient champion de Bosnie-Herzégovine avec le Zrinjski Mostar lors de la saison 2021-22.
Le 24 juin 2022, Ivan Bašić rejoint le FK Orenbourg. Il signe un contrat courant jusqu'en juin 2025.
Bašić inscrit son premier but pour le FK Orenbourg le 31 juillet 2022, lors d'une rencontre de championnat face au FK Spartak Moscou. Titulaire, il marque le seul but de son équipe, qui est battue par quatre buts à un.

### En sélection
Ivan Bašić joue son premier match avec l'équipe de Bosnie-Herzégovine espoirs le 29 mars 2021, lors d'une rencontre face au Monténégro. Il entre en jeu à la place de Eldar Šehić (en) et se fait remarquer en inscrivant son premier but avec les espoirs. Les deux équipes se neutralisent toutefois (2-2 score final).

### Palmarès
Zrinjski Mostar
- Championnat de Bosnie-Herzégovine (1) :
  - Champion : 2021-22.